# Ondoro Osoro
Ondoro Osoro (3 dicembre 1967) è un ex maratoneta e mezzofondista keniota.

## Biografia
Ha ottenuto i suoi primi successi internazionali nel 1990, imponendosi in Spagna nel Cross Internacional de Italica e nella San Silvestro Vallecana, competizioni vinte anche nel 1991, anno in cui si impone inoltre anche nel Cross Internacional Valle de Llodio.
Nel 1991 con un tempo di 33'57" è arrivato quinto nei mondiali di corsa campestre (nei quali ha vinto la medaglia d'oro a squadre), mentre nell'estate dello stesso anno ha partecipato ai Campionati del mondo di atletica leggera 1991, nei 5000 metri, venendo eliminato in semifinale; sempre nel 1991, ha vinto una medaglia di bronzo ai V Giochi panafricani, nei 5000 metri.
Nel 1992 ha partecipato nuovamente ai Mondiali di corsa campestre, arrivando ventitreesimo e vincendo una seconda medaglia d'oro a squadre in questa competizione.
Nel 1993 è stato invitato a partecipare allo IAAF Grand Prix Final, piazzandosi al sesto posto nei 5000 metri; nello stesso anno, si è imposto per la terza volta in carriera alla San Silvestro Vallecana.
Nel 1995 a causa di un incidente stradale ha subito danni a testa, petto e braccia, oltre alla rottura di un tendine di Achille, che, considerando sia il tempo per curarsi che quello per tornare in condizioni di forma tali da poter gareggiare, l'hanno tenuto lontano dalle competizioni fino al settembre del 1997. Proprio nel 1997, il 17 ottobre, stabilisce il record del mondo delle 10 miglia su strada, vincendo in Florida una gara su tale distanza con il tempo di 45'37".
Nel 1998 ha esordito in maratona, vincendo con il tempo di 2h06'54" (che all'epoca era il tempo più basso mai ottenuto da un esordiente in maratona, oltre che il terzo miglior tempo di sempre sulla distanza, a 49" dal record del mondo detenuto da Ronaldo da Costa) la Maratona di Chicago; l'anno seguente ha corso nuovamente a Chicago, arrivando terzo con un tempo di 2h08'00".
Grazie a questi risultati, nel 2000 era tra gli atleti selezionati dalla nazionale keniota per partecipare ai Giochi Olimpici di Sydney, nei quali avrebbe dovuto competere nella maratona; tuttavia, durante un tentativo di rapina della sua auto in Kenya è stato colpito da un colpo di arma da fuoco (e, nella stessa circostanza, anche sua moglie è stata ferita, mentre sua sorella e sua cognata, pur rimaste illese, erano state temporaneamente rapite dai malviventi), che gli ha causato problemi ad un nervo tali da costringerlo per 8 settimane in ospedale, incapace di muovere la gamba ed il braccio destro. Oltre a saltare i Giochi Olimpici, le ferite riportate l'hanno costretto a rimanere lontano dalle gare fino all'aprile del 2001; in quello stesso periodo, suo figlio è stato rapito, riuscendo tuttavia a fuggire dai rapitori. Nell'ottobre del 2001 Osoro torna a gareggiare, dopo più di un anno dall'ultima gara disputata; il rientro avviene alla Maratona di Chicago, nella quale si piazza in settima posizione. Nel 2002 la sua carriera subisce un altro stop, dal momento che Osoro contrae la malaria; nonostante ciò, nel dicembre del 2002 partecipa alla maratona di Honolulu, arrivando terzo. Nel luglio del 2003 riesce invece a vincere la maratona di San Diego, con il tempo di 2h09'38"; partecipa alla medesima gara anche nel 2004, classificandosi in quarta posizione. Nel novembre del 2004 partecipa invece alla Maratona di Francoforte, dove, pur essendo tra i favoriti, termina la gara solamente in nona posizione con il tempo di 2h15'11", a causa di una caduta a metà gara, che l'ha costretto a terminare la corsa in condizioni precarie. Nel 2005 arriva settimo alla maratona di San Diego: si tratta della sua ultima gara in carriera portata a termine (parteciperà infatti alla Maratona di Boston nel 2008, ritirandosi).

## Palmarès
| Anno | Manifestazione     | Sede     | Evento         | Risultato | Prestazione | Note |
| ---- | ------------------ | -------- | -------------- | --------- | ----------- | ---- |
| 1991 | Mondiali di cross  | Anversa  | Corsa seniores | 5º        | 33'57"      |      |
| 1991 | Giochi panafricani | Il Cairo | 5000 m piani   | Bronzo    | 13'38"60    |      |
| 1992 | Mondiali di cross  | Boston   | Corsa seniores | 23º       | 37'55"      |      |

## Altre competizioni internazionali
1990
- Oro alla San Silvestro Vallecana ( Madrid)
- Oro al Cross Internacional de Italica ( Italica)

1991
- Oro alla San Silvestro Vallecana ( Madrid)
- Oro al Cross Internacional de Italica ( Italica)
- Oro al Cross Internacional Valle de Llodio ( Llodio) - 27'25"

1992
- Oro al Cross Internacional Valle de Llodio ( Llodio) - 30'44"
- Oro all'Antrim International Cross Country ( Antrim) - 22'37"

1993
- 6º alla Grand Prix Final
- Oro alla San Silvestro Vallecana ( Madrid)
- Oro all'Almond Blossom Cross Country ( Albufeira) - 29'00£
- Oro al Cross Internacional de la Constitución ( Alcobendas) - 28'09"
- Bronzo al Cross Internacional de Italica ( Italica) - 27'55"

1994
- Oro all'Almond Blossom Cross Country ( Albufeira) - 29'10"
- Argento al Cross Internacional de Italica ( Italica)

1997
- 10 miglia di St. Petersburg ( St. Petersburg) - 45'37"
- 4º al Nairobi International Cross Country ( Nairobi) - 36'42"

1998
- Oro alla Maratona di Chicago ( Chicago) - 2h06'54"
- Oro alla 20 km of Brussels ( Bruxelles) - 56'15"

1999
- Bronzo alla Maratona di Chicago ( Chicago) - 2h08'00"

2000
- Oro alla Mezza maratona di Kyoto ( Kyoto) - 1h01'50"
- 4º alla Maratona di Boston ( Boston) - 2h10'29"

2001
- 7º alla Maratona di Chicago ( Chicago) - 2h11'44"

2002
- Bronzo alla Maratona di Honolulu ( Honolulu) - 2h15'23"

2003
- Oro alla Maratona di San Diego ( San Diego) - 2h09'38"

2004
- 4º alla Maratona di San Diego ( San Diego) - 2h12'22"
- 9º alla Maratona di Francoforte ( Francoforte) - 2h15'11"

2005
- 7º alla Maratona di San Diego ( San Diego) - 2h13'57"